# بورتوفينو
قرية إيطالية تاريخية ومشهورة بصيد الأسماك، تقع في أقاليم جنوى.احتفل لاعب كرة القدم البريطاني واين روني بزواجه من كولين ماكلوكلين فيها.

## السكان
في سنة 1861 بلغ عدد السكان 1٬293 نسمة، وتطور العدد ليصل في سنة 2011 لـ 453 نسمة.
يظهر هذا المخطط البياني تطور النمو السكاني لـ بورتوفينو

## الموقع
تبعد بورتوفينو 485 كيلومترا عن روما، و170 كيلومترا عن ميلانو، وتقع على بعد 35 كيلومترا إلى جنوب شرقي ميناء جنوة.

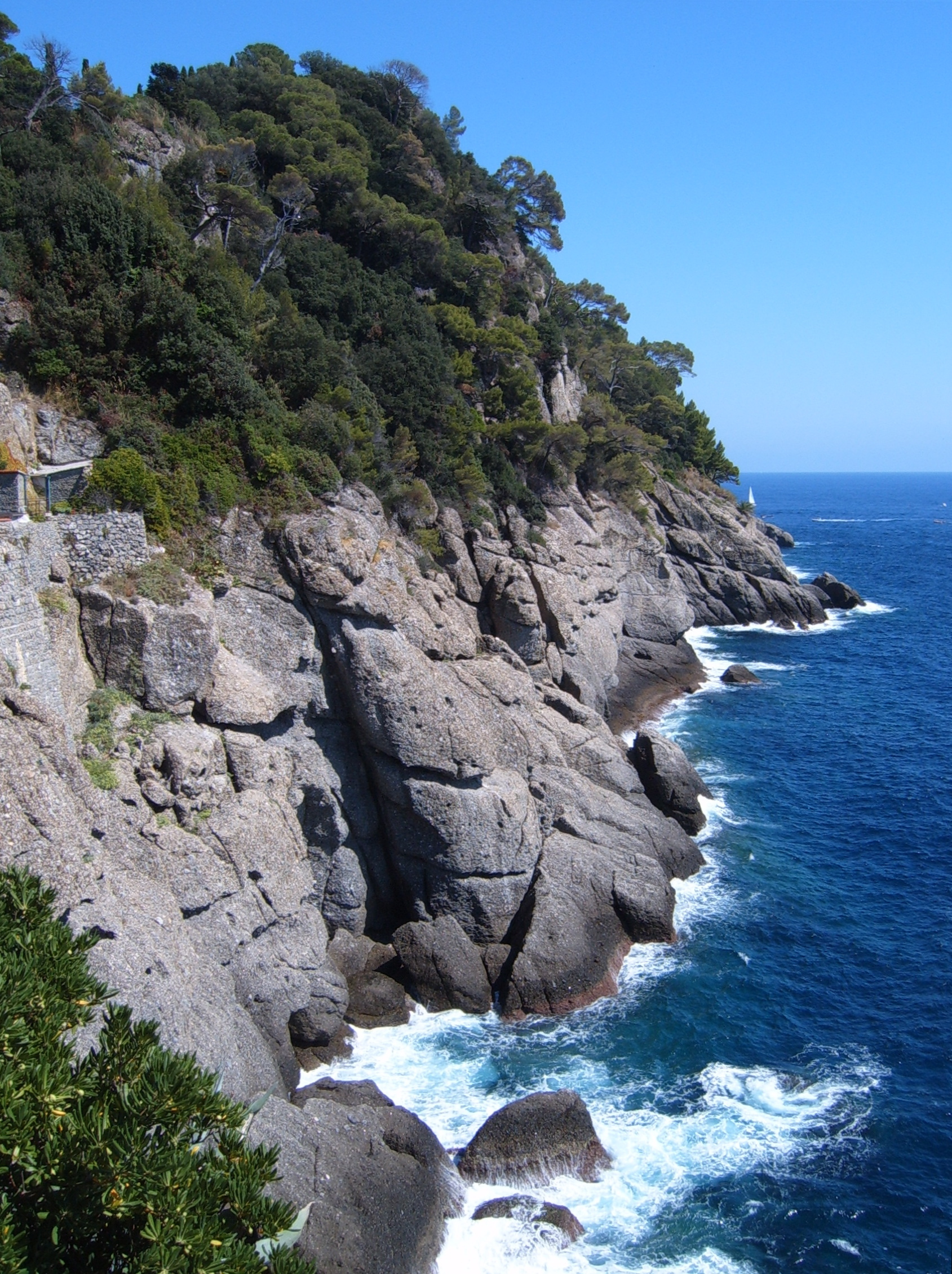
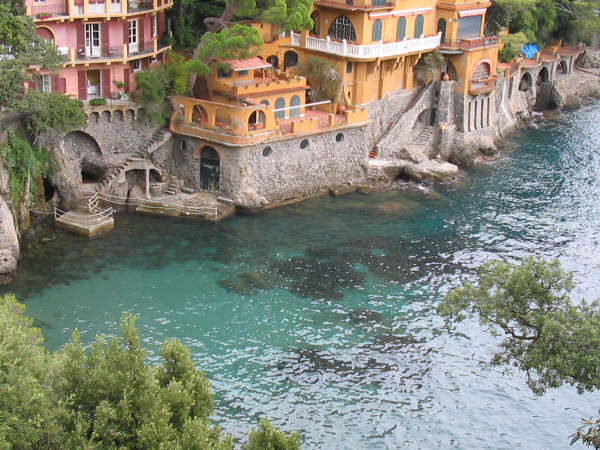
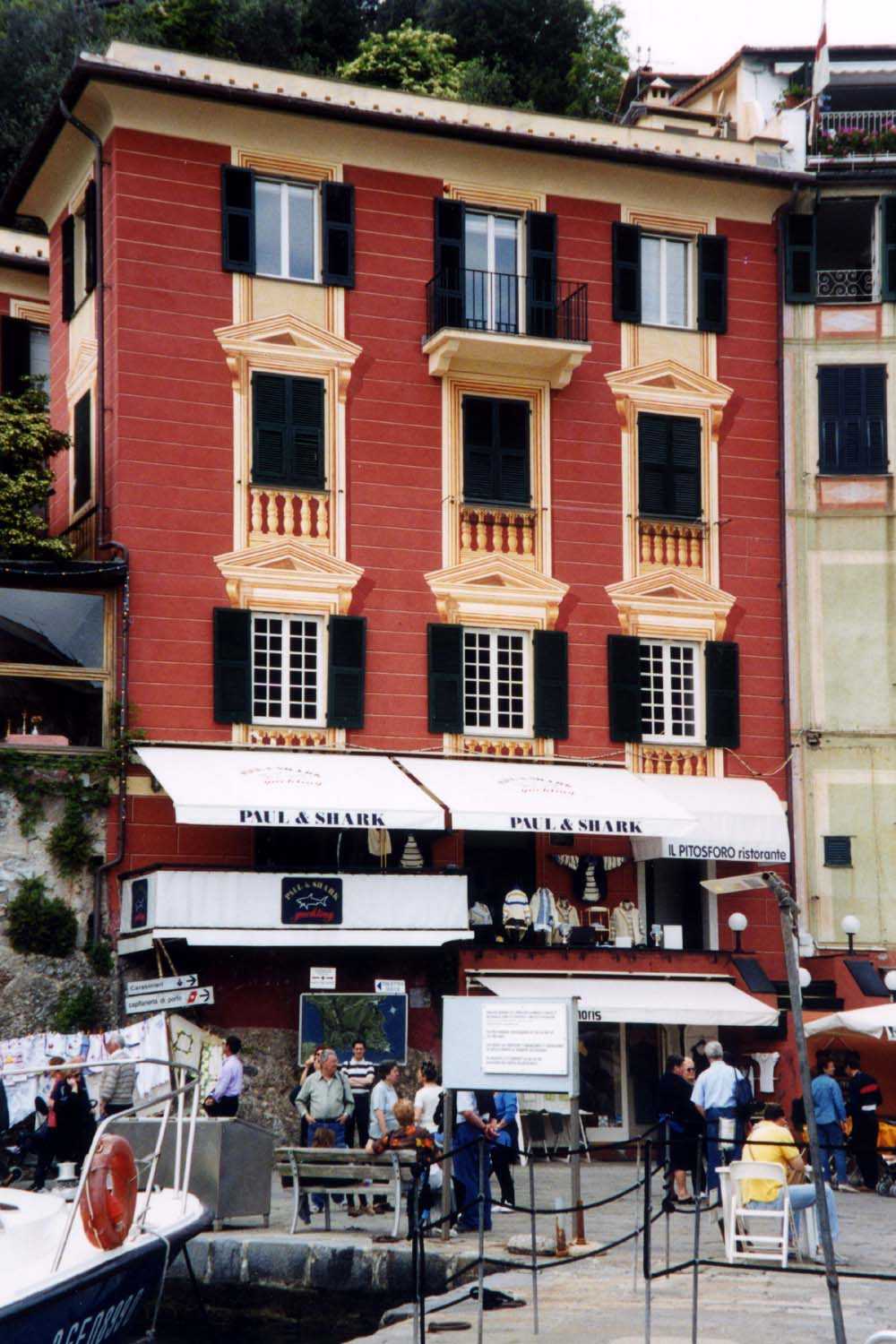

## مناظر بورتوفينو المرسومة بواسطة جوزيبي أميساني
أكثر رسام رمزي لبورتوفينو كان جوزيبي أميساني, المعروف بـ “رسام الملوك”, الذي كرّس له بورتوفينو نزهة على طول كورنيش البحر, “نزهة أميساني”. عندما تمر بـ Bocche وتتبع الطريق الرئيسي المنحدر نحو بورتوفينو ماري, في نقطة معينة على مسار الرحلة يمكنك رؤية لوحة من الرخام مطبوعة في الخرسانة مكتوب عليها: “هنا ابتسمت جمال العالم لآخر مرة”. جوزيبي أميساني قضى وقته في هذا المكان في عام 1941 وكان يرسم في الهواء الطلق بشكل متكرر.

## توأمة
لبورتوفينو اتفاقيات توأمة مع كل من:
- ميورقة
- Kinsale [الإنجليزية]‏
- ليرنا